# چهل تخم (بم)
چهل تخم، روستایی در دهستان کرک و نارتیچ بخش بروات شهرستان بم در استان کرمان ایران است.

## جمعیت
بر پایه سرشماری عمومی نفوس و مسکن در سال ۱۳۹۵، جمعیت این روستا برابر با ۷۴۹ نفر (۲۲۲ خانوار) بوده‌است.